# Бальцо, Андраш
Андраш Бальцо (венг. Balczó András; р. 16 августа 1938, село Кондорош в южной Венгрии) — венгерский пятиборец. Самый титулованный спортсмен в истории современного пятиборья — единственный трёхкратный олимпийский чемпион, единственный пятикратный чемпион мира в личном первенстве.
Выступал за Будапешт, спортивное общество «Чепель». Заслуженный мастер спорта СССР (1972; звание получил в числе лучших спортсменов социалистических стран).

## Биография
Начал заниматься современным пятиборьем в 1954 году. Дебют на чемпионате мира в 1958 году закончился 6-м местом в личном зачёте и «серебром» — в командном.
В период выступлений Бальцо соперничество в мировом современном пятиборье шло между сборными СССР и Венгрии. В 1959—1965 годах основным соперником Бальцо был Игорь Новиков: на главных соревнованиях трижды оказывался выше Бальцо, четырежды — Новиков.
В 1972 году ушёл из большого спорта. Женился на гимнастке Монике Часар, бронзовом призёре Игр 1972 в командном первенстве; в их семье 11 детей. Отвергнув все предложения работать тренером, живёт в деревне, занимается разведением лошадей.

## Спортивные результаты

### Олимпийские игры
- 1960 — олимпийский чемпион в командном зачёте, в личном первенстве занял 4-е место (не смог выступать в полную силу после падения с лошади).
- 1964 — не попал в команду из-за дисквалификации: вместе с товарищем по команде Иштваном Мона был задержан на таможне за попытку незадекларированного ввоза несколько часов из Швейцарии для последующей перепродажи.
- 1968 — олимпийский чемпион в командном зачёте, серебряный призёр в личном зачёте (проигрывая перед кроссом шведу Бьёрну Ферму 21 секунду, отыграл только 20[3]).
- 1972 — олимпийский чемпион в личном зачёте, серебряный призёр в командном зачёте. Многие считают победу Бальцо нечестной: он дважды выстрелил в один поворот мишени, что не было замечено судьями[4].

| Год  | Место | Возраст | Конкур | Фехтование очки/победы | Стрельба очки/результат | Плавание очки/результат | Кросс очки/результат | Сумма |
| ---- | ----- | ------- | ------ | ---------------------- | ----------------------- | ----------------------- | -------------------- | ----- |
| 1960 | 4     | 22      | 1037   | 885 / 38               | 760 / 183               | 1075 / 3.45,0           | 1216 / 13.48,0       | 4973  |
| 1968 | 2     | 30      | 1010   | 931 / 30               | 934 / 191               | 1054 / 3.45,1           | 1024 / 14.02,7       | 4953  |
| 1972 | 1     | 34      | 1060   | 1057 / 44              | 956 / 192               | 1064 / 3.46,6           | 1279 / 12.42,6       | 5412  |

### Чемпионаты мира
Всего Андраш Бальцо принял участие в 11 чемпионатах мира.
Чемпион мира:
- 1963, 1965—1967, 1969 — личный зачёт,
- 1963, 1965—1967, 1970 — командный зачёт;

серебряный призёр:
- 1959, 1970 — личный зачёт,
- 1958, 1961, 1962, 1969, 1971 — командный зачёт;

бронзовый призёр:
- 1961, 1971 — личный зачёт.